# Glitter in Their Eyes
«Glitter in Their Eyes» es una canción de rock compuesta por Patti Smith y Oliver Ray, y aparecida como sencillo promocional del álbum de Patti Smith Gung Ho, sacado a la venta en el año 2000. En  2001, la canción fue nominada para el Premio Grammy por Mejor Interpretación Vocal Femenina de Rock. Michael Stipe de R.E.M. contribuyó en vocales, y Tom Verlaine de Televisión, en guitarra eléctrica.